# Listă de orașe din statul Virginia

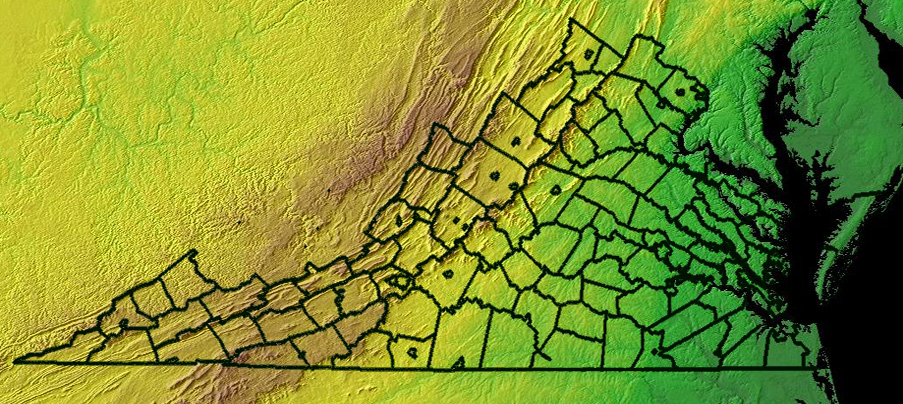
Harta topografică a statului, USA.

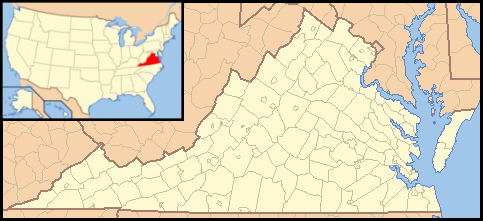
Harta statului și amplasarea sa în SUA.

Prezenta pagină este o listă alfabetică a orașelor independente din statul Virginia. Aceste orașe independente sunt echivalente unor comitate.
A nu se confunda aceste orașe independente cu entitatea consolidată comitat-oraș, așa cum ar fi cazul orașului San Francisco din California.
În Statele Unite există 42 de orașe independente dintre care 39 sunt în Virginia. Celelalte trei sunt Baltimore, statul Maryland, Saint Louis, statul Missouri și Carson City, statul Nevada.
- Alexandria
- Bedford
- Bristol
- Buena Vista
- Charlottesville
- Chesapeake
- Colonial Heights
- Covington
- Danville
- Emporia
- Fairfax
- Falls Church
- Franklin
- Fredericksburg
- Galax
- Hampton
- Harrisonburg
- Hopewell
- Lexington
- Lynchburg
- Manassas
- Manassas Park
- Martinsville
- Newport News
- Norfolk
- Norton
- Petersburg
- Poquoson
- Portsmouth
- Radford
- Richmond
- Roanoke
- Salem
- Staunton
- Suffolk
- Virginia Beach
- Waynesboro
- Williamsburg
- Winchester